# 2010-talet
2010-talet, eller i vardagligt tal 10-talet, var det förra decenniet, som kom efter 2000-talet och före 2020-talet. Det började den 1 januari 2010 och slutade den 31 december 2019. 

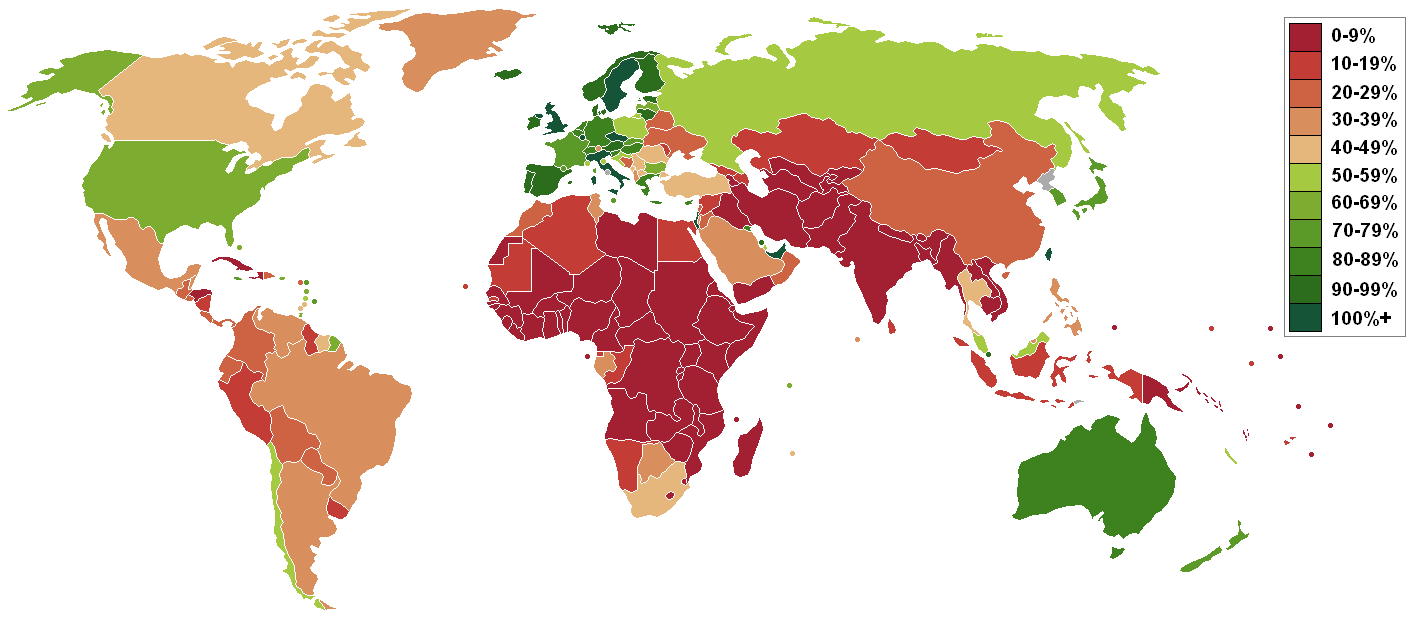
Mobilanvändandet växte explosionsartat över världen. Antalet Internetanvändare runtom i världen var 2011 cirka 2 miljarder användare. 2016 var det cirka 5,2 miljarder mobilanvändare i världen.

Det som blev uttryck för årtiondet var att i början av årtiondet började stater i Nordafrika och Mellanöstern göra sig fria från diktatur vilket ledde till inbördeskrig i Syrien, Jemen och Libyen. Händelserna som demonstrationer och omfattande religionsförföljelse har orsakat stora flyktingströmmar till grannländer och bidragit till flyktingkrisen i Europa. Världsklimatet blev oroligare under årtiondet på grund av följderna med Finanskrisen vilket orsakade en lågkonjunktur i speciellt Europa (Eurokrisen). Finanskrisens följder samt de höga flyktingströmmarna till Europa bidrog till en ökning av högerextremism i Europa där EU började ses mer negativt. 
Terrorism blev en efterföljande kris från 2000-talet. Terroristgruppen Islamiska staten varade som en icke-erkänd statsbildning som mellan 2014 och 2019 verkade främst inom Iraks och Syriens territorier. Terroristorganisationen begick flera terrorattacker, främst i Europa, som exempelvis i Frankrike, Tyskland, Belgien och Storbritannien. Denna terroristorganisation var mot slutet av decenniet övervunnen.

## Händelser

### År 2010

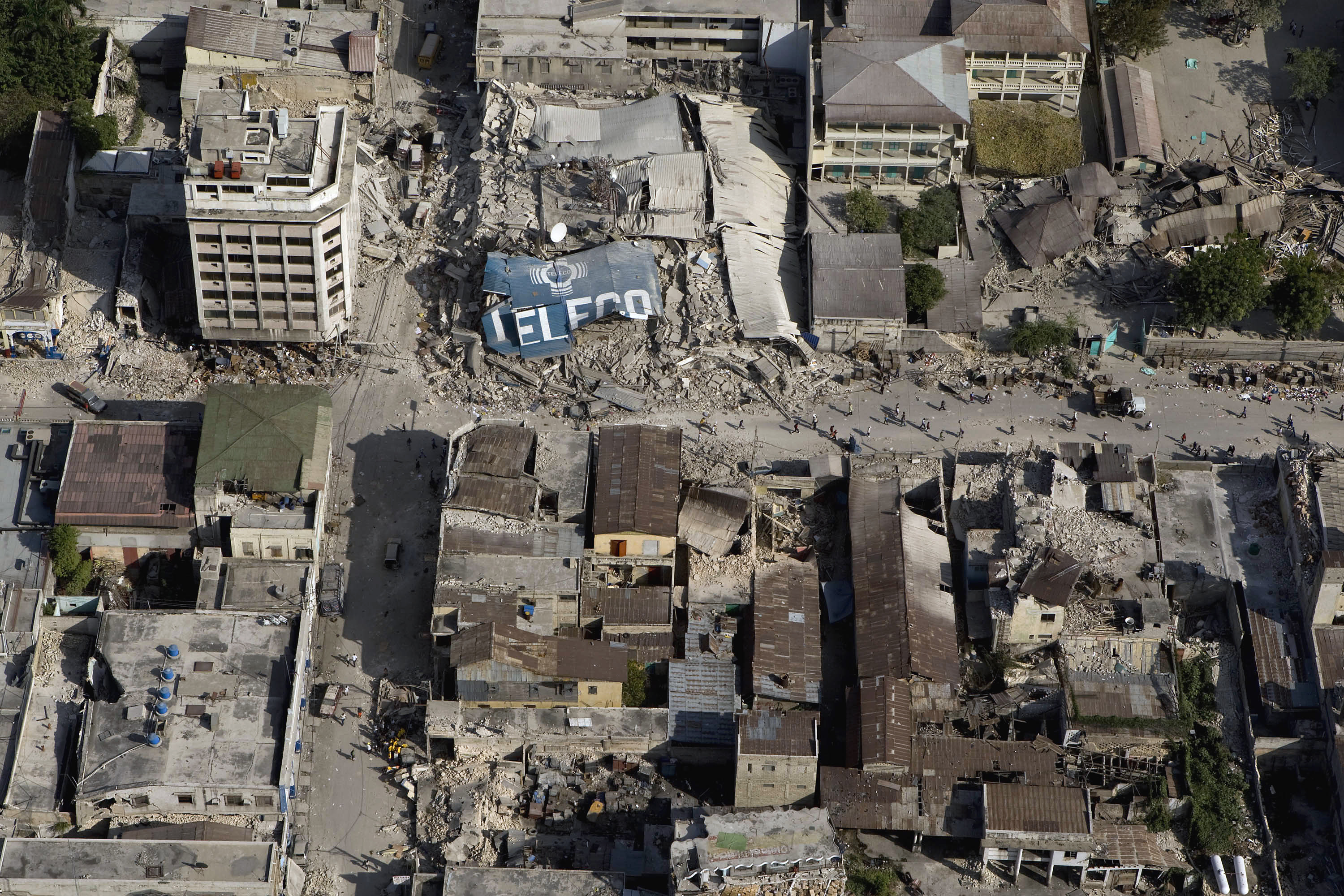
Jordbävning i Haiti.

- 4 januari – Världens hittills högsta byggnadsverk, den 828 meter höga skyskrapan Burj Khalifa, invigs i Dubai.
- 5 januari – Extrem vinterkyla råder i många delar av Europa och Nordamerika.
- 12 januari – En kraftig jordbävning, med magnituden 7,0 på momentmagnitudskalan, drabbar Haiti. Över 150 000 människor befaras ha omkommit.
- 20 januari – Ett kraftigt efterskalv med magnituden 6,1 på richterskalan skakar Haiti i sviterna efter det stora skalvet en dryg vecka tidigare.
- 12–28 februari – De 21:a olympiska vinterspelen avgörs i Vancouver i Kanada.
- 27 februari – En kraftig jordbävning med 8,8 i magnitud på Momentmagnitudskalan drabbar Chile, varefter 809 människor omkommer. Tsunamivarningar utfärdas runt om i hela Stillahavsområdet, varav de flesta dock kan avblåsas.
- 11 mars – Sveriges riksdag beslutar att erkänna Osmanska rikets förföljelser av armenier från 1915 till 1923 som folkmord.
- 21 mars – Vulkanen vid Eyjafjallajökull på södra Island får ett utbrott och minst 500 människor tvingas evakueras från sina hem.
- 29 mars – 38 människor omkommer och över 70 skadas när två självmordsbombare utlöser varsin sprängladdning i Moskvas tunnelbana mitt under morgonrusningen.
- 7 april – Kirgizistans sittande regering störtas av oppositionsanhängare i en blodig revolt där minst 76 människor dödas.
- 10 april – Polens president Lech Kaczyński och 89 andra högt uppsatta politiker, regeringstjänstemän samt militärer omkommer när landets regeringsplan störtar i närheten av den ryska staden Smolensk.
- 14 april – Vulkanen vid Eyjafjallajökull på Island får ett nytt kraftigare utbrott som leder till att en stor del av flygtrafiken i Europa tvingas ställas in på grund av utsläpp av aska.
- 20 april – En oljerigg i Mexikanska golfen strax utanför den amerikanska delstaten Louisianas kust exploderar, vilket resulterar i ett omfattande oljeutsläpp.
- 31 maj – Omkring nio människor dödas och flera skadas när israelisk militär bordar sex fartyg ur Free Gaza Movement på internationellt vatten när dessa är på väg till Gazaremsan med förnödenheter åt befolkningen.
- 11 juni-11 juli – Årets världsmästerskap i fotboll hålls i Sydafrika.
- 1 juni – Teracom förbereder det digitala marknätet i Sverige inför lanseringen av HDTV senare under året.
- 19 juni – Sveriges kronprinsessa Victoria och Daniel Westling gifter sig.
- 5 augusti – Ett gruvras i San Joségruvan i den chilenska Atacamaöknen leder till att 33 gruvarbetare stängs inne på ett djup av 700 meter under marken.
- 10 augusti – WHO förklarar att spridningen av svininfluensan numera är ytterst minimal.
- 19 augusti – USA:s sista stridande soldater lämnar Irak.
- 19 september – I Sverige hålls val till riksdag, landstingen och kommunerna. Den sittande borgerliga regeringskoalitionen Alliansen blir det största blocket, men får inte egen majoritet. Sverigedemokraterna blir för första gången invalda och får en vågmästarroll i Sveriges riksdag, som därmed för första gången får åtta partier.
- 11 december – En självmordsbombare spränger sig och sin bil i centrala Stockholm.

### År 2011

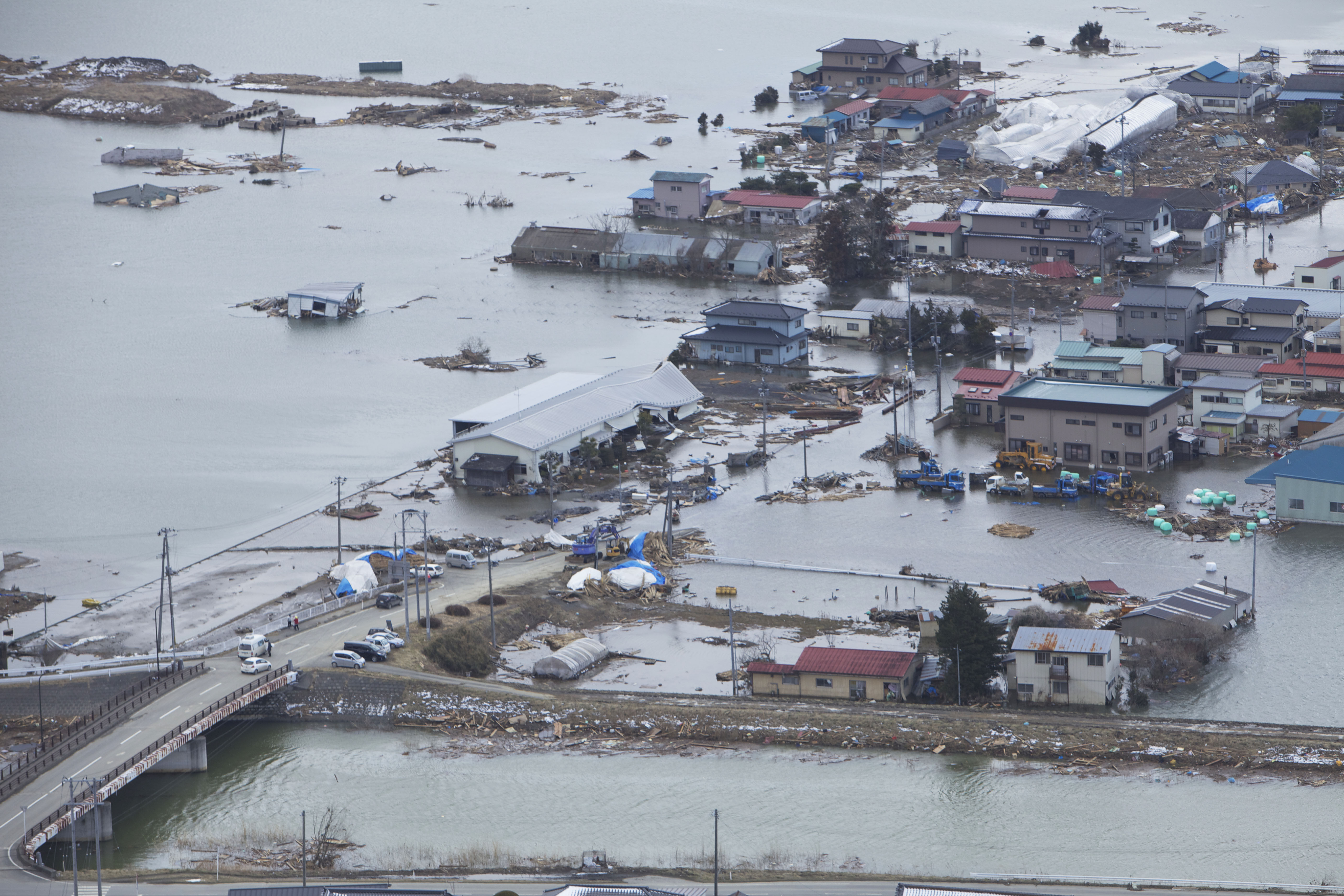
Jordbävning och tsunami i Japan.

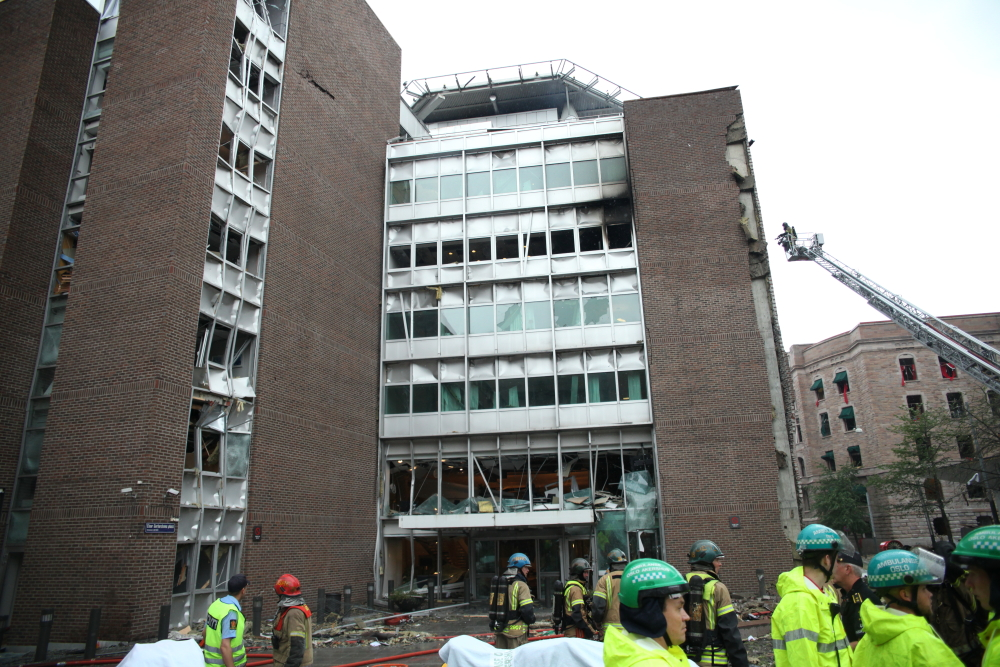
Terrorattentaten i Norge.

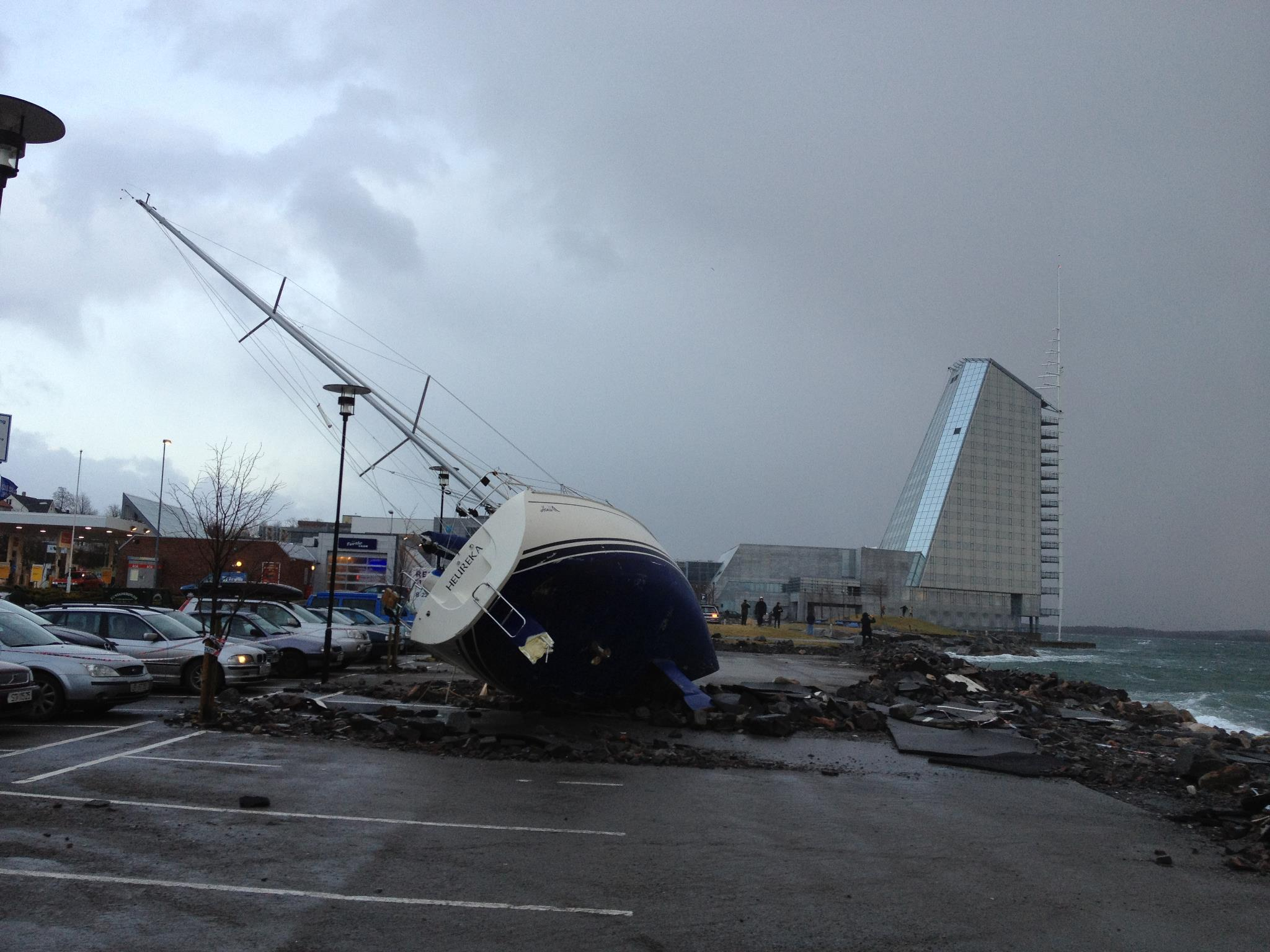
Stormen Dagmar.

År 2011 uppmärksammades mest av de spänningarna som inträffade i Mellanöstern och Nordafrika. Oroligheterna berodde främst på att invånarna i de olika länderna ville ha demokrati istället för diktatur. Något som utlöste uppror och krig på olika fronter (Se vidare Arabiska våren).
- 11 januari – Lerskred i Brasilien dödar över 800 personer.
- 14 januari – Tunisiens president Zine El Abidine Ben Ali flyr landet efter våldsamma protester som riktats mot hans styre.
- 24 januari – Ett bombdåd utförs på Domodedovos internationella flygplats i Moskva, där 35 människor omkommer och 130 skadas.
- 25 januari – Stora protester inleds i Egypten mot president Hosni Mubarak och hans regim.
- 11 februari – Egyptens president sedan 1981, Hosni Mubarak, avgår efter omfattande protester mot honom och landets regim.
- 17 februari – Omfattande protester inleds i Libyen mot Muammar al-Gaddafi, landets diktator sedan 1969.
- 11 mars – En kraftig jordbävning med en magnitud på cirka 9,0 slår till utanför Japans östra kust, en stor tsunami följer.
- 15 mars – Inbördeskriget i Syrien utbryter efter protester.
- 19 mars – I samband med Muammar Gaddafis styrkors angrepp på civila, påbörjas militärt ingripande under UNSCR 1973 då franska jaktflygplan spaningsflyger över Libyen.
- 2 maj – Usama bin Ladin skjuts till döds av amerikanska trupper i Abbottabad i Pakistan.
- 26 maj – Den bosnienserbiske krigsförbrytaren Ratko Mladić grips i Serbien.
- 9 juli – Sydsudan förklaras som självständig stat.
- 20 juli – FN förklarar att hungersnöd i södra Somalia, den första på över 30 år.
- 22 juli – Norge utsätts för de värsta terroristattackerna i efterkrigstid på norskt territorium, då 32-årige Anders Behring Breivik detonerar en kraftig sprängladdning i Oslos regeringskvarter, och därefter går till väpnad attack mot Arbeiderpartiets ungdomsförbunds (AUF) sommarläger på ön Utøya. Totalt dödas 77 människor i dessa attacker, varav de flesta är ungdomar.
- 6–10 augusti – Kravallerna i England 2011 pågår.
- 7 september –  Ett passagerarplan av typen Jakovlev Jak-42, med hela ishockeylaget från Lokomotiv Jaroslavl från Kontinental Hockey League ombord, störtar nära Jaroslavl i västra Ryssland. Planet är på väg till Minsk i Vitryssland, där laget skulle inleda KHL-säsongen 2011–2012 mot HK Dinamo Minsk. Totalt omkommer 44 personer i olyckan, däribland den svenske målvakten Stefan Liv.
- 20 oktober – Libyens förre ledare Muammar al-Gaddafi grips av rebellerna och blir skjuten i båda benen samt i huvudet. Gaddafi skadas allvarligt och dör senare av skadorna.
- 25–26 december – Stormen Dagmar drar in över norra och mellersta Sverige och skapar stor förödelse.

### År 2012
Presidentvalet i USA resulterade i att Barack Obama fick sitta ytterligare en mandatperiod. Den 21 december tog
Mayakalendern sitt slut. Många trodde att jorden skulle gå under vid denna tid, se (2012-fenomen)
- 13 januari – Det italienska kryssningsfartyget M/S Costa Concordia går på grund och kantrar utanför Italiens västkust.
- 15 mars – 5 personer omkommer när ett norskt hercules-plan störtar vid Kebnekaise
- 25 april – Saudiaffären uppmärksammas
- 9 juli – 130 människor dödas under översvämningar i regionen Krasnodar i Ryssland.
- 30 juli – De värsta strömavbrottet i världshistorien inträffar i Indien. strömavbrottet lämnar 620 miljoner människor utan ström.
- 1 september – Glödlampans produktion och import förbjöds i EU-länderna. Lågenergilamporna ersätter.
- 22–30 oktober – Orkanen Sandy drar in över USA.
- 6 november – Presidentval i USA hålls. Demokraten Barack Obama vinner över Republikanska partiets kandidat Mitt Romney och blir därmed omvald till president.
- 14 november–21 november – Israel flyganfaller Gazaremsan.
- 29 november –  FN:s generalförsamling erkänner Palestina.
- 21 december – Mayakalenderns innevarande stora årscykel om 5 125 år är till ända. Se även 2012-fenomen.

### År 2013

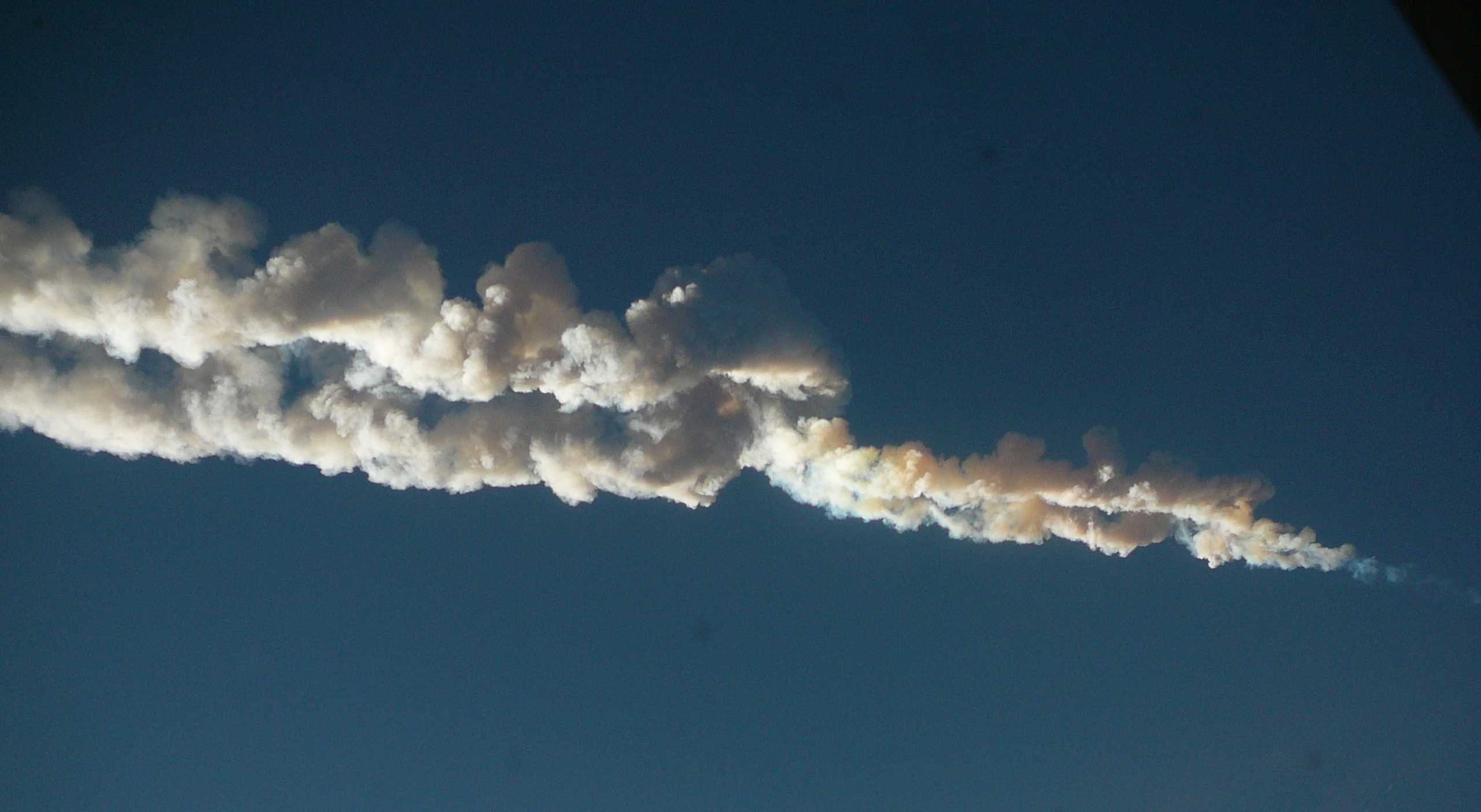
Meteoritnedslag i Ryssland.

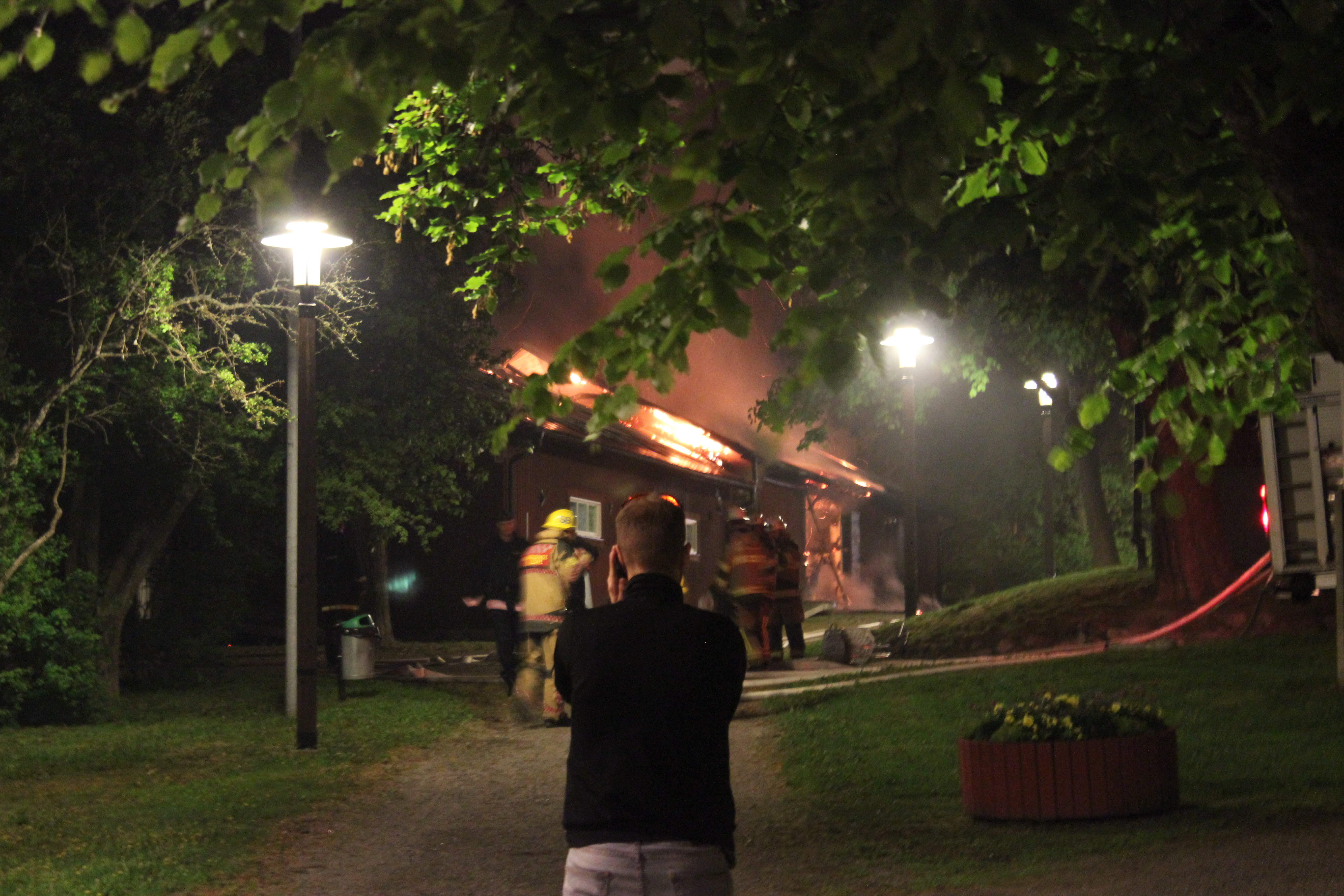
Upploppen i Stockholm 2013.

- 15 januari – Den så kallade hästköttsskandalen avslöjas, då det framkommer att köttprodukter i brittiska och irländska varuhus, som marknadsförs som nötkött, i själva verket innehåller hästkött.
- 15 februari – En meteorit exploderar över den ryska staden Tjeljabinsk och orsakar en kraftig meteoritskur över staden. Cirka 1500 personer skadas.
- 13 mars – Jorge Mario Bergoglio utses till ny påve och tar namnet Franciskus. Då han är från Argentina blir han den förste påven från Sydamerika och den förste icke-europeiske påven sedan Syrienfödde Gregorius III:s död 741.
- 19 maj – Upploppen i Stockholm 2013 med början i Husby startar med över 100 bilar i brand första natten. Pågår ytterligare fem nätter.
- 4 juni – floderna Elbe och Saale svämmar över och drabbar Ungern och Tyskland. Minst 11 människor dödas. (Översvämningarna i Europa 2013)
- 8 juni – Bröllop mellan prinsessan Madeleine och Christopher O'Neill.
- 19 juni – Busschaufförer i Stockholm, Solna, Sundbyberg, Sollentuna, Södertälje och Umeå går ut i strejk sedan Bussarbetsgivarna och Kommunal inte har lyckats komma överens om ett nytt avtal. Strejken avblåses den 27 juni.
- 1 juli – Kroatien ansluter sig till EU, som dess 28:e medlemsstat.
- 21 augusti – En gasattack av syriska soldater dödar 1 300 människor i en förort till Damaskus.
- 21 september – Al-Shabaabsoldater attackerar ett köpcentrum i centrala Nairobi i Kenya. 62 civila dödas och 170 skadas.
- 9 november – Tyfonen Haiyan drar in över Filippinerna och uppmäts vara den kraftigaste någonsin. I staden Tacloban på Leyte ska runt 10 000 invånare ha omkommit

### År 2014

Konflikten i östra Ukraina.

Ebolautbrottet i Västafrika.

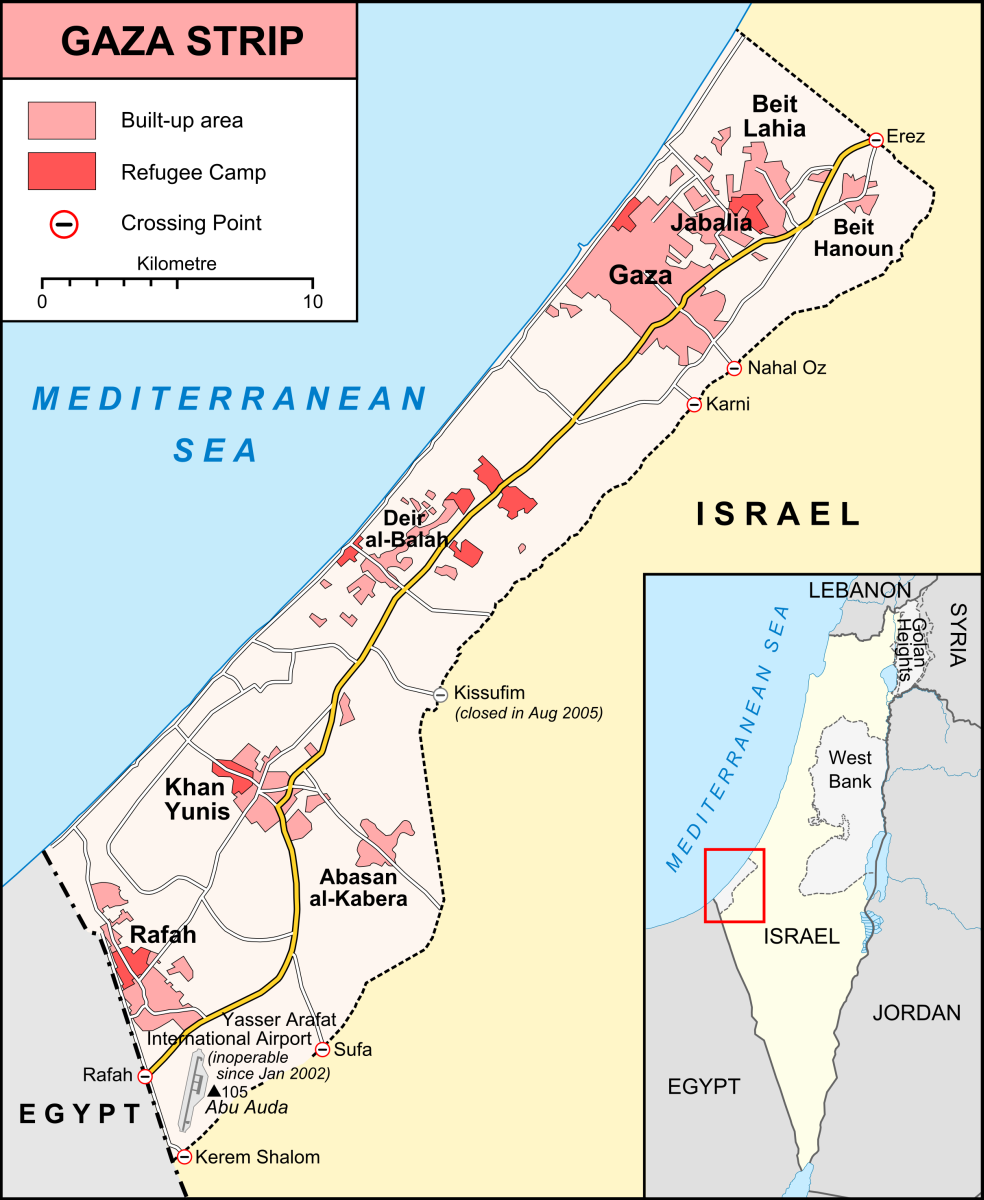
Gazakriget 2014.

2014 var ett oroligt samt händelserikt år på flera fronter. Terroristgruppen ISIS fick sin framfart detta året samt ebolautbrottet i Västafrika uttryckte en oro över spridningen. Under sommaren drabbade Israel och Palestina samman vilket ledde till ett nytt krig mellan länderna. I Ukraina hade proryska separatister och ukrainare blivit osams i östra Ukraina vilket ledde till att Ryssland tog över delar från östra Ukraina och annekterade det till Ryssland. 
- 20 februari – I den dittills värsta dagen i upploppen i Ukraina tillfångatas 67 poliser medan 50 personer skadas och 100 dödas när demonstranterna attackerar poliserna. Samma dag beslutar regeringen i Ukraina om en vapenvila.
- 22 februari – Ukrainas president Viktor Janukovytj avsätts.
- 1 mars – Ukraina och Ryssland står på gränsen till krig, då den ryske presidenten Vladimir Putin har godkänt att ryska trupper går in i Ukraina. Detta berör Krimhalvön, som ockuperas av ryska trupper. Med anledning av detta håller FN:s säkerhetsråd ett krismöte angående händelseutvecklingen. (se Krimkrisen)
- 8 mars – Flygplanet Malaysia Airlines Flight 370 som var på väg från Kuala Lumpur till Peking försvinner.
- 16 mars – På den ukrainska halvön Krim hålls folkomröstning om området ska fortsätta tillhöra Ukraina eller istället anslutas till Ryssland.
- 16 maj – Bosnien och Hercegovina, Kroatien och Serbien drabbas av enorma skyfall och översvämningar. Sammanlagt dödas 77 människor[2][3].
- Juni – Ebolautbrottet i Västafrika 2014
- 12 juni – Det tjugonde världsmästerskapet i fotboll invigs i Rio De Janeiro i Brasilien[4].
- 14 juni – Den kurdiska armén tar kontroll över oljestaden Kirkuk, samtidigt som terroristgruppen Isis strider runtomkring Bagdad. Isis meddelar att Irak är nära ett religiöst krig[5].
- 20 juni – Enligt en rapport från FN:s flyktingorgan UNHCR drivs 50 miljoner människor på flykt. Detta är den största flyktingströmmen sedan andra världskriget. Mest flyktingar kommer ifrån Syrien, Centralafrikanska republiken och Sydsudan.
- Juli – Extrem värmebölja över hela Sverige hela månaden.
- 12 juli – Häftiga strider bryter ut mellan Palestina och Israel. Gazaremsan utsätts för raketattacker och Israel anfalls av terroristgruppen Hamas.
- 31 juli – En skogsbrand bryter ut i Sala och Surahammars kommuner, den värsta skogsbranden i Sverige under modern tid. En person dör, hundratals människor evakueras från sina hem och världsarvet Engelsbergs bruk hotas.
- 26 augusti – Efter 7 veckors oroligheter mellan Israel och Palestina sluts en vapenvila.
- 14 september – Riksdagsval, landstingsval och kommunval i Sverige.[6] De rödgröna blir större än Alliansen. Sverigedemokraterna blir tredje största parti.
- 17 oktober – En ubåtsjakt på ryska ubåtar påbörjades i Stockholms skärgård.
- 3 december – Den svenska regeringens förslag till ny statsbudget för 2015 röstas ner i riksdagen av den borgerliga oppositionen och sverigedemokraterna. Statsminister Stefan Löfven meddelar att han tänker utlysa ett extraval som planeras att hållas den 22 mars 2015.[uppföljning saknas]

### År 2015

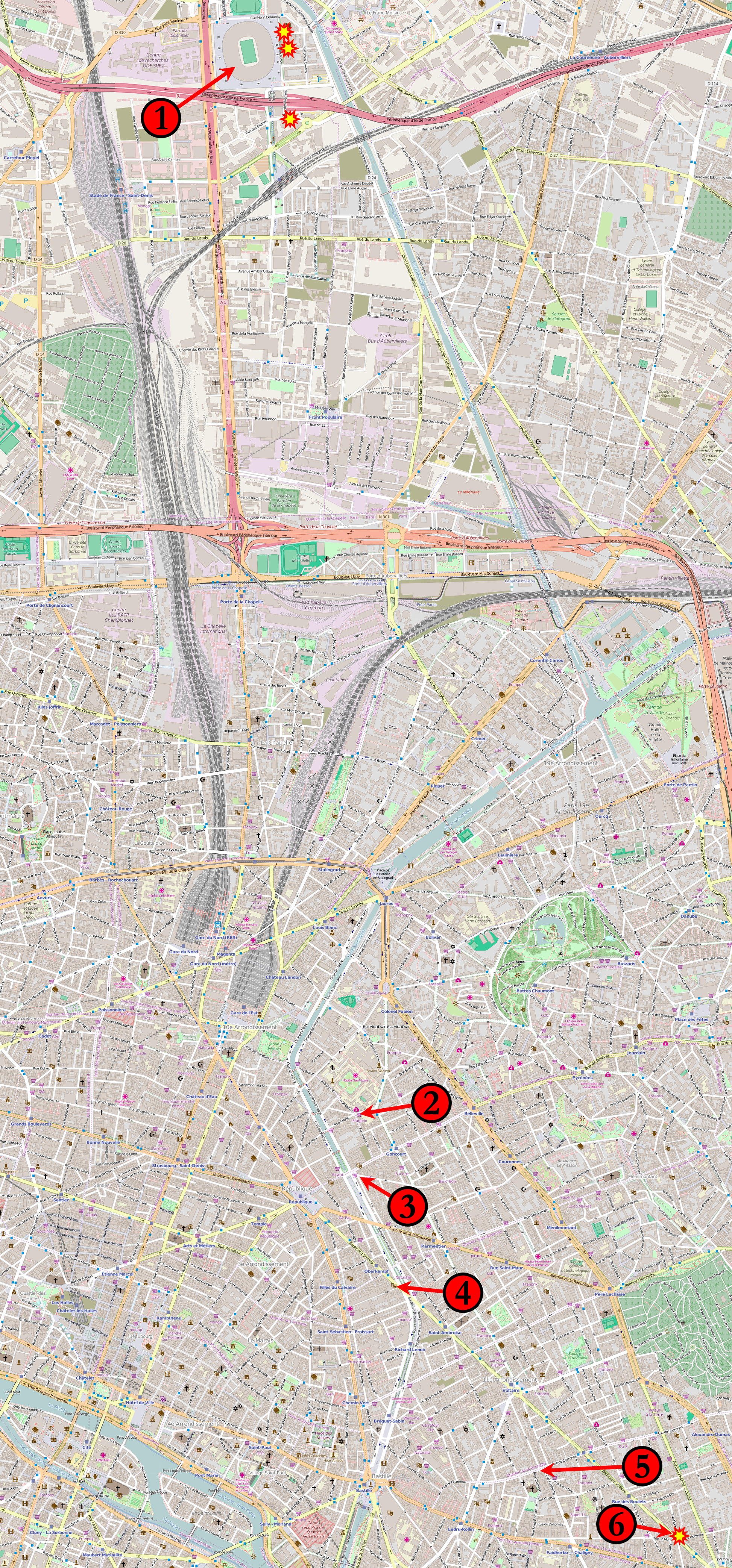
Terrordåden i Paris i november 2015.

Året dominerades till stor del av det ökande hotet från den militanta islamistiska terroristgruppen IS, även kallat Daesh, den stora flyktingvågen som till stor del orsakades av IS-konflikten, samt flera terroristattacker i bland annat Paris. 
- 7 januari – Den satiriska franska tidningen Charlie Hebdo attackeras och 12 personer dödas.
- 24 mars – Germanwings Flight 9525 kraschar i franska Alperna med 150 personer ombord.
- 2 april – Beväpnade män från Al-Shabab anfaller Garissahögskolan i Kenya, och mer än 140 människor avlider.
- 25 april – En kraftig jordbävning med magnituden 7,9 skakar Nepal. 6621 människor dödas och över 5000 skadas.
- 26 maj – Indien drabbas av en svår värmebölja med temperaturer uppåt 50 grader på många håll i landet där över 2200 människor omkommer.
- 10 augusti – Två dödas och en skadas i ett knivdåd på IKEA i Erikslund Shopping Center, Västerås i Sverige,[7] se dubbelmordet på Ikea i Västerås.

Migrationskris råder i Europa under andra halvan av året. 
- 17 september – En miljon människor evakueras efter ett kraftigt jordskalv med magnituden 8,3. Jordskalvet inträffar norr om Chiles huvudstad Santiago de Chile.
- 22 oktober –  Fyra dödas efter en knivattack på en skola i Trollhättan i Sverige. De döda är en elev, en elevassistent, en lärare (som avlider först 4 december samma år) och gärningsmannen Anton Lundin Pettersson själv.
- 31 oktober –  224 personer omkommer när en Airbus A321 av de ryskägda flygbolaget Metrojet kraschar på norra sinaihalvön i Egypten. Rutten var Sharm el-Sheikh–Sankt Petersburg.
- 13 november – 130 människor dödas och 413 skadas i en rad samordnade terrorattacker i Paris, Frankrike.

### År 2016

Presidentvalet i USA 2016.

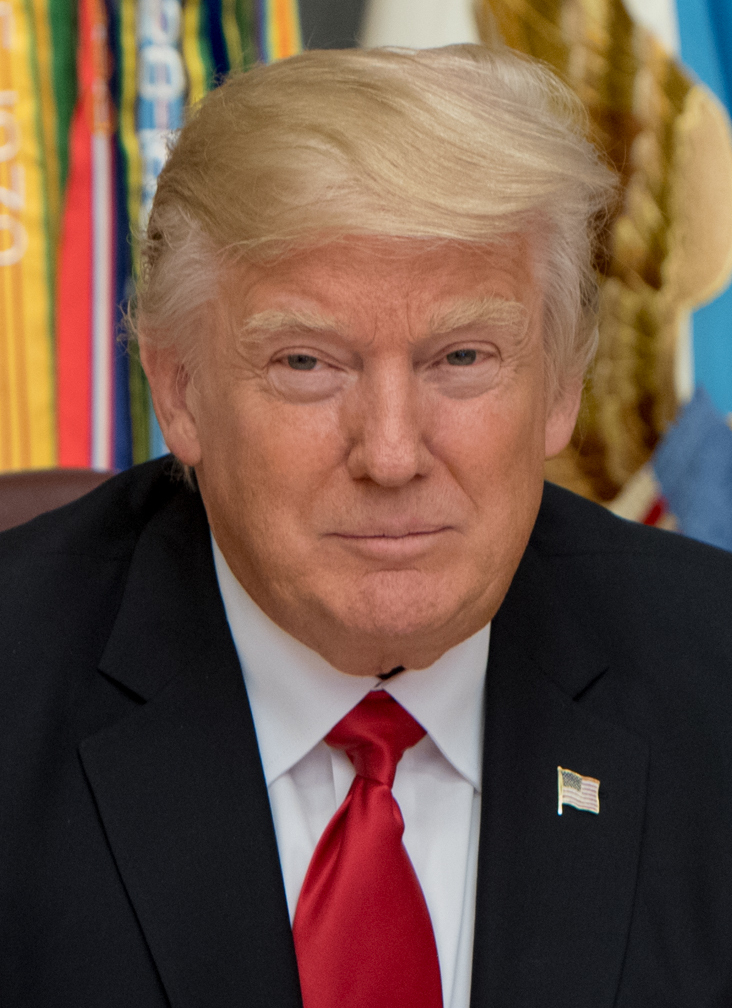
Donald Trump.

2016 var likt 2015 ett mycket spänt år. Dels på grund av terrorhotet/dåden som inträffade. Donald Trump vann presidentvalet i USA vilket blev väldigt kontroversiellt i USA och resten av världen. 
- 22 mars – Terrordåden i Bryssel inträffar.
- 12 juni – 50 dödas i en skottlossning på en gayklubb i Orlando, USA. Dådet är den dittills allvarligaste skottlossningen i USA:s historia.
- 13 juni – Attentatet i Magnanville 2016
- 23 juni – Storbritannien håller folkomröstning om medlemskap i EU där en majoritet, 51,9 %, röstar för att lämna EU.
- 14 juli – Attentatet i Nice 2016 inträffar.
- 15 juli – Militärkuppförsöket i Turkiet 2016. Recep Tayyip Erdoğan behåller sin post som landets president.
- 22 juli – Dödsskjutningarna i München 2016 inträffar.
- 24 augusti – Minst 268 personer omkommer och flera skadas när en jordbävning drabbar centrala Italien.
- 8 november – I presidentvalet i USA vinner Republikanernas Donald Trump mot Demokraternas Hillary Clinton.
- 19 december – Lastbilsattacken i Berlin 2016

### År 2017

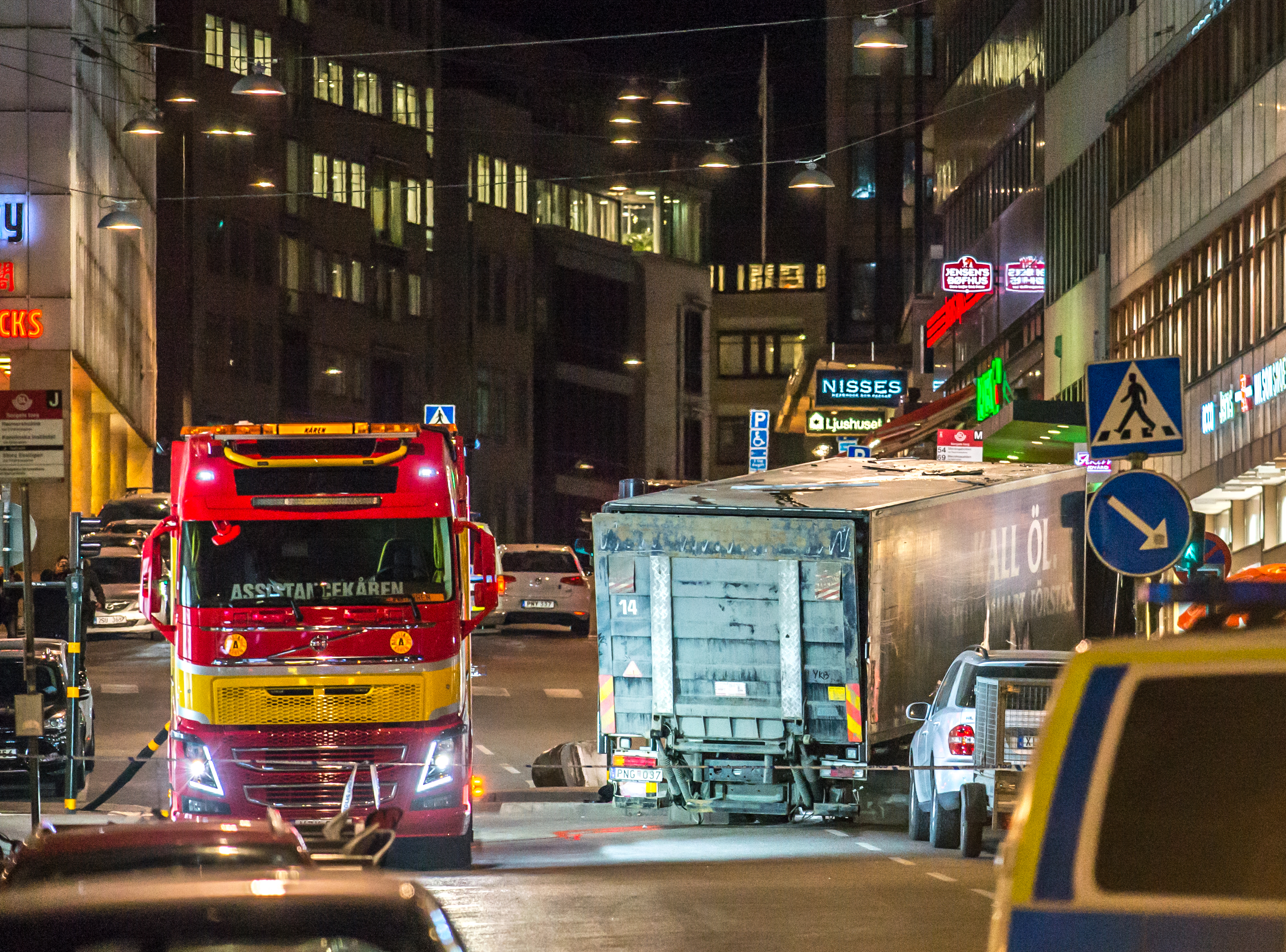
Attentatet i Stockholm 2017

- 1 januari – 39 dödas och 69 skadas i en skottlossning på en nattklubb i Istanbul i Turkiet.
- 20 januari – Sveriges befolkning når 10 miljoner.
- 29 januari – Attentatet i Québec 2017
- 22 mars – Terrordådet i Westminster 2017.
- 7 april – Attentatet i Stockholm 2017: En kapad lastbil kör in igenom en folkmassa på Drottninggatan i Stockholm i hög hastighet ända tills lastbilen kraschar in i entrén till Åhléns City. 3 personer omkommer omedelbart. Ytterligare 2 personer avlider på sjukhus, en samma dag och en tre veckor senare. 15 skadas varav 9 allvarligt.
- 22 maj – Attentatet i Manchester 2017
- 1 juni – Donald Trumps administration väljer att ställa USA utanför Parisavtalet, vars syfte är att motverka antropogena klimatförändringar.
- 3 juni – Attentatet i London i juni 2017
- 14 juni – Branden i Grenfell Tower
- 17 augusti – Terrorattentat i Barcelona, Spanien. 13 dödas och över 130 skadas när en skåpbil kör över folk på den populära paradgatan La Rambla.
- 1 oktober
  - Katalonien håller folkomröstning om självständighet fastän Spaniens regering inte tillåter det. Se Folkomröstningen om självständighet i Katalonien (2017)
  - 58 dödas och över 500 skadas i en masskjutning på en konsert i centrala Las Vegas, USA.
- 14 oktober – Den amerikanska filmproducenten Harvey Weinstein utesluts ur Amerikanska filmakademien efter våldtäkts- och trakasserianklagelser. Detta leder till de uppmärksamma #metoo-kampanjen.
- 27 oktober – Katalonien utropar sig självständigt, som följd upphäver den spanska staten regionens självstyre.
- 31 oktober – Republiken Kataloniens självständighet upphävs då spanska myndigheter tar kontroll över regionen. Regionpresidenten Carles Puigdemont flyr till Bryssel i exil.
- 7 december – USA:s president Donald Trump erkänner Jerusalem som Israels huvudstad. Detta leder till oroligheter och våld i Palestina.
- 9 december – Kriget mot ISIS är över i Irak enligt landets premiärminister Haider al-Abadi.

### År 2018

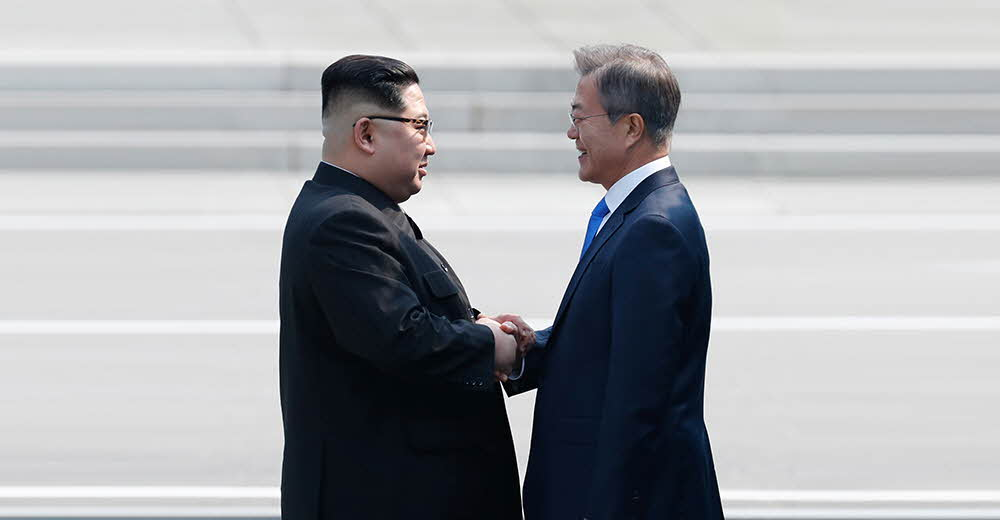
Interkoreanska toppmötet

År 2018 hände det en del framsteg. Då terroristorganisationen ISIS besegrats under slutet av 2017 minskade antalet terrordåd vilket gjorde att terrorhotnivån minskade. Fredsförhandlingar som det Interkoreanska toppmötet mellan Nord och Sydkorea och Singaporetoppmötet mellan USA och Nordkorea var framsteg för fred och välstånd.
- 1 februari – Mobilanvändning framför ratten förbjuds i Sverige.
- 9–25 februari – Olympiska vinterspelen 2018 hålls i Pyeongchang, Sydkorea.[8]
- 9 mars – Prinsessan Madeleine föder en dotter, prinsessan Adrienne.
- 26 mars – Fler än 100 ryska diplomater utvisas från över 20 länder efter nervgiftsattacken mot Sergej och Julia Skripal.
- 7 april – Minst 70 personer dödas i en misstänkt kemvapenattack i Duma, Syrien.
- 11 april –  Motsättningarna mellan Ryssland och USA i spåren av den misstänkta kemvapenattacken i Duma, strax utanför Syriens huvudstad Damaskus, är nu så starka att risken för att det kalla ordkriget ska gå över i någon form av militär konfrontation inte längre kan uteslutas.
- 14 april – USA, tillsammans med Storbritannien och Frankrike, utför ett militärt anfall mot flera mål i Syrien. Rysslands president Vladimir Putin fördömer anfallet, som kallar till ett krismöte i FN:s säkerhetsråd.[9]
- 20 april – DJ:n Avicii begår självmord i ett hotellrum i Muskat, Oman.
- 27 april – Interkoreanska toppmötet mellan Nordkoreas ledare Kim Jong-Un och Sydkoreas president Moon Jae-in äger rum i gränsbyn Panmunjom.
- 19 maj – Storbritanniens prins Harry gifter sig med Meghan Markle.

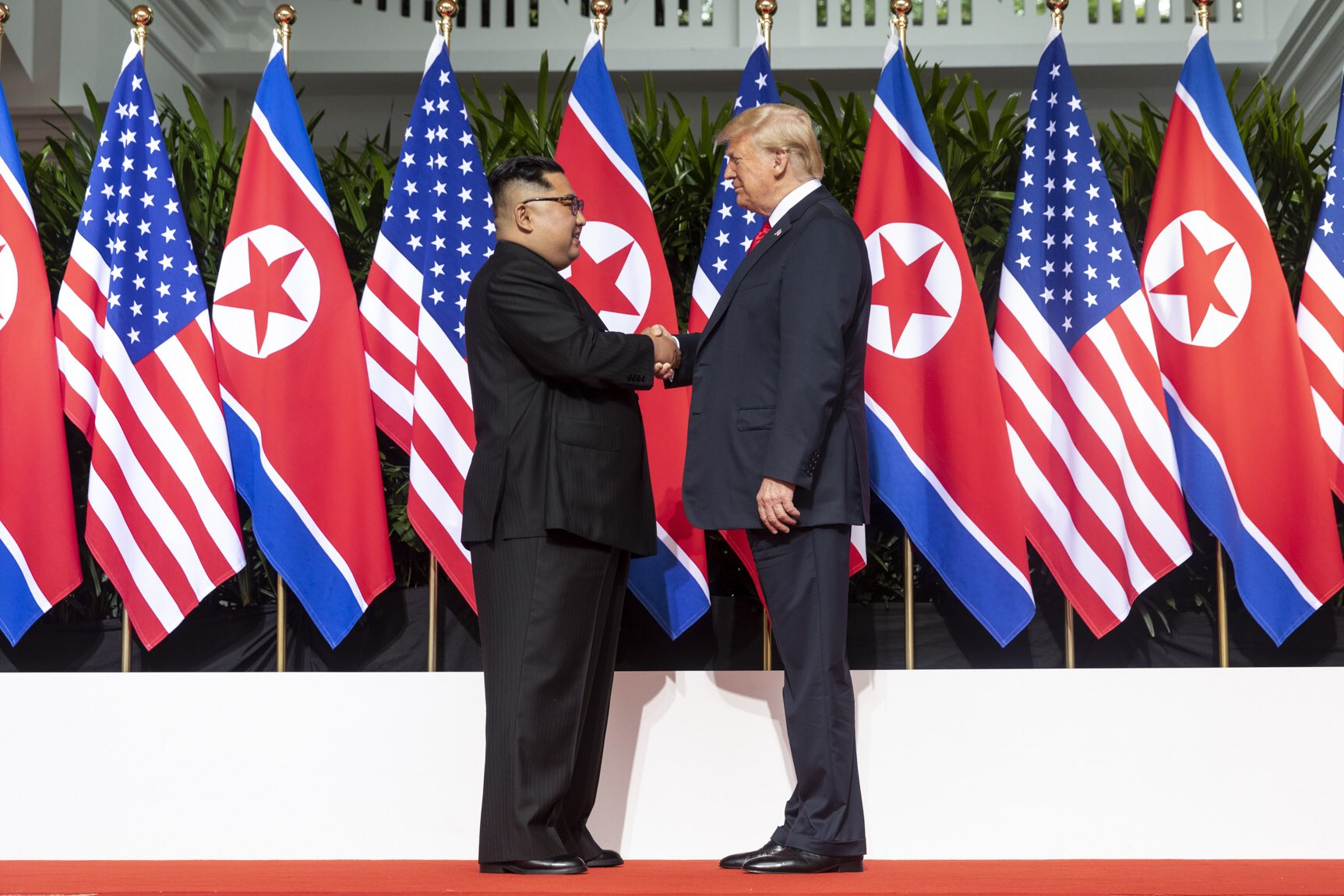
Donald Trump och Kim Jong-Un träffas i Singapore.

- 12 juni – Ett toppmöte mellan Nordkoreas ledare Kim Jong-un och USA:s president Donald Trump äger rum i Singapore.
- 14 juni – Världsmästerskapet i fotboll 2018 i Ryssland inleds.
- 24 juni – I Saudiarabien tillåts kvinnor att köra bil.

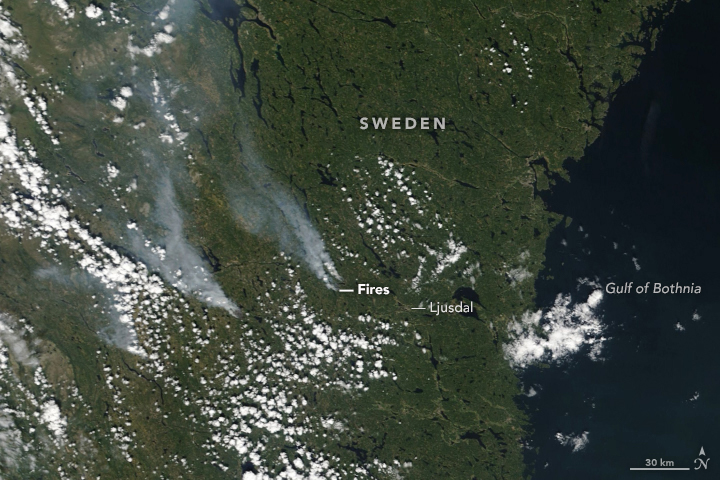
Skogsbränder råder i Sverige under extrem värmebölja sommaren 2018.

- Svåra skogsbränder härjar under sommaren 2018 i Sverige. I mitten av juli rapporteras om runt 50 skogsbränder över stora delar av landet, och Sverige ber internationella aktörer om hjälp med släckningen.
- 15 juli – Frankrikes herrlandslag i fotboll vinner Världsmästerskapet i fotboll i Ryssland.
- 6 september – Indiens högsta domstol avkriminaliserar homosexualitet.
- 9 september – Riksdagsval, landstingsval och kommunval hålls i Sverige.
- 11 september – Gränsen mellan Etiopien och Eritrea öppnar för första gången på 20 år, som ett steg i försoningsprocessen mellan de forna ärkefienderna.
- 2 oktober – Den saudiske journalisten Jamal Khashoggi försvinner under ett besök på Saudiarabiens konsulat i Istanbul, Turkiet. Saudiarabien medger senare att Khashoggi dött på konsulatet, vilket orsakar en diplomatisk kris.
- 8 oktober – FN:s klimatpanel publicerar en rapport om konsekvenser av global uppvärmning med 1,5 grad, där man varnar för att omedelbara och radikala förändringar "utan motstycke" krävs på flera samhällsnivåer för att 1,5-gradersmålet ska kunna nås.
- 25 oktober – Sahle-Work Zewde tillträder som Etiopiens president och blir därmed Etiopiens andra kvinna som statschef.
- Svåra skogsbränder härjar under november månad i Kalifornien, USA. 83 personer omkommer och tusentals evakueras, vilket gör bränderna till några av de dödligaste i USA:s historia.
- 11 november – 100 år har gått sedan undertecknandet av vapenstilleståndet som avslutade första världskriget, vilket uppmärksammas på flera håll i världen.

### År 2019

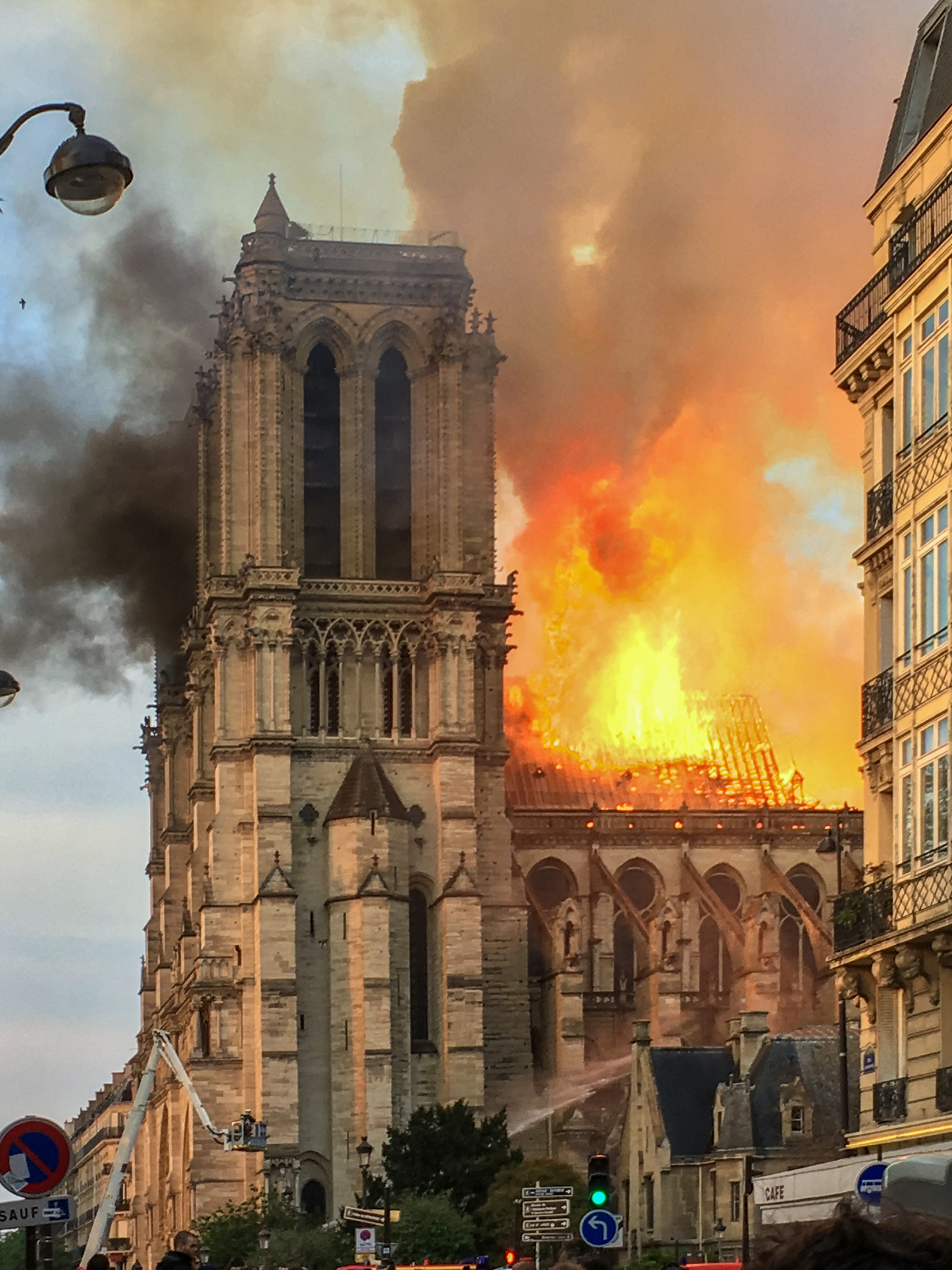
Branden i Notre-Dame de Paris leder till omfattande skador på byggnaden.

- 15 mars – Moskéattacken i Christchurch inträffar.
- 22 mars – Utredningen i USA om rysk inblandning i valen 2016 lämnas in till justitieministern William Barr och avslutas efter två år utan att några bevis för teorin om band mellan Ryssland och Donald Trumps presidentkampanj hittades.
- 15 april – Katedralen Notre-Dame i Paris drabbas av en kraftig brand, vilket leder till omfattande skador.
- 21 april – I en serie terroristattacker riktade mot kyrkor och hotell på olika platser i Sri Lanka dödar 359 personer och nästan 500 skadas.
- 30 juni – USA:s president Donald Trump och Nordkoreas ledare Kim Jong-un möts vid gränsen mellan Nord- och Sydkorea, Trump blir därmed den första amerikanske president som besökt Nordkorea.
- 14 juli – Nio fallskärmshoppare omkommer då flygplanet de färdas i havererar på ön Storsandskär i Ume älv.
- 25 september – Den första svenska kvinnliga astronauten, Jessica Meir skjuts upp i rymden för ett halvårs vistelse på den internationella rymdstationen ISS.
- 20 december – Det brittiska parlamentet godkänner regeringens avtal om utträde ur Europeiska Unionen.

## Avlidna
- 2010 – Lech Kaczyński, polens president 2005–2010.
- 2010 – Birgit "Rock-Olga" Magnusson, svensk musiker.
- 2010 – Martin Ljung, svensk skådespelare och komiker.
- 2010 – Gloria Stuart, amerikansk skådespelerska, känd från filmen Titanic.
- 2010 – Nils Hallberg, svensk skådespelare.
- 2010 – John Fenn, amerikansk kemist, nobelpristagare 2002.
- 2010 – Per Oscarsson, svensk skådespelare.
- 2011 – Gary Moore, brittisk (nordirländsk) gitarrist och sångare.
- 2011 – Ragnar ”Rock-Ragge” Nygren, svensk musiker, en av medlemmarna i Rockfolket.
- 2011 – Leif ”Burken” Björklund, svensk sångare och dragspelare, en av medlemmarna i Rockfolket.
- 2011 – Usama bin Ladin, saudiskfödd grundare och ledare av al-Qaida.
- 2011 – Muammar al-Gaddafi, libysk militär, politiker och sedermera diktator 1969–2011.
- 2011 – Lasse Brandeby, svensk skådespelare, komiker och journalist.
- 2011 – Kim Jong Il, Nordkoreas ledare och tillika diktator 1994–2011.
- 2011 – Václav Havel, tjeckisk politiker, Tjeckoslovakiens president 1989-1992 och Tjeckiens president 1993-2003.
- 2012 – Whitney Houston, amerikansk sångare.
- 2012 – Hans Villius, svensk professor, historiker och tv-personlighet.
- 2012 – Stig Ossian Ericson, svensk skådespelare.
- 2012 – Prinsessan Ragnhild av Norge, norsk prinsessa.
- 2013 – Hugo Chávez, Venezuelas president 1999–2013.
- 2013 – Prinsessan Lilian, svensk prinsessa.
- 2013 – Margaret Thatcher, brittisk premiärminister 1979–1990.
- 2013 – Paul Walker, amerikansk skådespelare (The Fast and the Furious).
- 2013 – Nelson Mandela, sydafrikansk advokat, politiker och statsman, Sydafrikas president 1994–1999.
- 2013 – Björn J:son Lindh, svensk musiker och kompositör.
- 2014 – Eusébio, portugisisk professionell fotbollsspelare.
- 2014 – Ariel Sharon, israelisk politiker, landets premiärminister 2001–2006.
- 2014 – Mille Markovic, svensk proffsboxare och brottsling.
- 2014 - Robin Williams, amerikansk skådespelare
- 2014 - Brasse Brännström, svensk skådespelare och komiker.
- 2015 - Magnus Härenstam, svensk skådespelare och komiker.
- 2015 – Helmut Schmidt
- 2015 – Lennart Hellsing, svensk författare och översättare.
- 2016 – David Bowie,  brittisk sångare, musiker, multiinstrumentalist, låtskrivare och skådespelare.
- 2016 – Prince
- 2016 – Muhammad Ali
- 2017 - Hans Alfredson, svensk komiker, skådespelare och regissör.
- 2018 – Tim "Avicii" Bergling, svensk dj och musiker
- 2018 – Stan Lee, amerikansk serietecknare, författare och förläggare. Skapare av flera Marvel Comics karaktärer.